# Jifat Kariw
Jifat Kariw (hebr.: יפעת קריב, ang.: Yifat Kariv, ur. 23 listopada 1973 w Beer Szewie) – izraelska polityk, w latach 2013–2015 poseł do Knesetu z listy Jest Przyszłość.
W wyborach parlamentarnych w 2013 po raz pierwszy i jedyny dostała się do izraelskiego parlamentu.